# Céramique ultraréfractaire

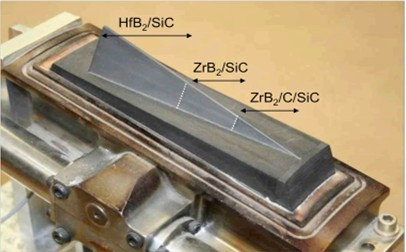
Céramique ultra-haute température (UHTC)

Une céramique ultraréfractaire, ou céramique ultra-haute température (UHTC), est une céramique réfractaire présentant une très bonne stabilité thermique au-delà de 2 000 °C. De tels matériaux peuvent être utilisés pour les boucliers thermiques protégeant un véhicule spatial lors de sa rentrée atmosphérique, pour les revêtements de pièces soumises à des températures élevées ou comme matériau constitutif de telles pièces. D'une manière générale, les céramiques ultraréfractaires sont des borures, des carbures, des nitrures et des oxydes de métaux de transition des premiers groupes (colonnes du titane, du vanadium, du chrome, voire du manganèse). Les recherches s'intéressent notamment aux borures de métaux de transition plus lourds tels que le diborure d'hafnium HfB2 et le diborure de zirconium ZrB2,. D'autres céramiques ultraréfractaires étudiées pour les systèmes de protection thermique lors de la rentrée atmosphérique des engins spatiaux sont par exemple le nitrure d'hafnium HfN, le nitrure de zirconium ZrN, le carbure de titane TiC, le nitrure de titane TiN, le dioxyde de thorium ThO2, le carbure de tantale TaC et leurs composites associés.

## Propriétés
Si la plupart des recherches visent à optimiser les performances des deux matériaux les plus prometteurs développées pour la navette spatiale américaine — composites de diborure de zirconium ZrB2 ou de diborure d'hafnium HfB2 contenant du carbure de silicium SiC — d'autres travaux ont investigué les nitrures, carbures et oxydes des éléments du groupe 4 et du groupe 5 du tableau périodique. Les diborures tendent à avoir une conductivité thermique plus élevée mais un point de fusion plus bas que les carbures et les nitrures, ce qui leur confère de bonnes propriétés de résistance au choc thermique et les rend intéressants pour de nombreuses applications à ultra-haute température. Les points de fusion de plusieurs céramiques ultraréfractaires sont indiqués dans le tableau ci-dessous. Le fait que certaines de ces céramiques ont un point de fusion particulièrement élevé lorsqu'elles sont pures ne les rend pas pour autant utilisables dans des applications à très haute température car elles sont alors souvent sensibles à l'oxydation.
| Céramique             | Formule | Structure cristalline | Paramètre cristallin (Å) | Paramètre cristallin (Å) | Paramètre cristallin (Å) | Masse volumique | Point de fusion |
| Céramique             | Formule | Structure cristalline | a                        | b                        | c                        | (g/cm3)         | (°C)            |
| --------------------- | ------- | --------------------- | ------------------------ | ------------------------ | ------------------------ | --------------- | --------------- |
| Carbure d'hafnium     | HfC     | CFC                   | 4,638                    | 4,638                    | 4,638                    | 12,76           | 3958            |
| Carbure de tantale    | TaC     | Cubique               | 4,455                    | 4,455                    | 4,455                    | 14,50           | 3768            |
| Carbure de niobium    | NbC     | Cubique               | —                        | —                        | —                        | 7,820           | 3490            |
| Carbure de zirconium  | ZrC     | CFC                   | 4,693                    | 4,693                    | 4,693                    | 6,56            | 3400            |
| Nitrure d'hafnium     | HfN     | CFC                   | 4,525                    | 4,525                    | 4,525                    | 13,9            | 3385            |
| Diborure d'hafnium    | HfB2    | Hexagonal             | 3,142                    | —                        | 3,476                    | 11,19           | 3380            |
| Diborure de zirconium | ZrB2    | Hexagonal             | 3,169                    | —                        | 3,530                    | 6,10            | 3245            |
| Diborure de titane    | TiB2    | Hexagonal             | 3,030                    | —                        | 3,230                    | 4,52            | 3225            |
| Carbure de titane     | TiC     | Cubique               | 4,327                    | 4,327                    | 4,327                    | 4,94            | 3100            |
| Diborure de niobium   | NbB2    | Hexagonal             | 3,085                    | —                        | 3,311                    | 6,97            | 3050            |
| Borure de tantale     | TaB2    | Hexagonal             | 3,098                    | —                        | 3,227                    | 12,54           | 3040            |
| Nitrure de titane     | TiN     | CFC                   | 4,242                    | 4,242                    | 4,242                    | 5,39            | 2950            |
| Nitrure de zirconium  | ZrN     | CFC                   | 4,578                    | 4,578                    | 4,578                    | 7,29            | 2950            |
| Carbure de silicium   | SiC     | Polymorphe            | Variable                 | Variable                 | Variable                 | 3,21            | 2820            |
| Carbure de vanadium   | VC      | Cubique               | —                        | —                        | —                        | 5,77            | 2810            |
| Nitrure de tantale    | TaN     | Cubique               | 4,330                    | 4,330                    | 4,330                    | 14,30           | 2700            |
| Nitrure de niobium    | NbN     | Cubique               | —                        | —                        | —                        | 8,470           | 2573            |
| Nitrure de vanadium   | VN      | Cubique               | —                        | —                        | —                        | 6,13            | 2050            |

Les céramiques ultraréfractaires présentent des liaisons covalentes fortes qui leur confèrent leur stabilité structurelle à haute température. Les carbures métalliques sont fragiles en raison des liaisons fortes entre les atomes de carbone. Les principaux carbures, comme ceux d'hafnium HfC, de zirconium ZrC, de titane TiC et de tantale TaC, ont un point de fusion élevé en raison de leur réseau d'atomes de carbone, bien qu'ils soient souvent déficitaires en carbone. Le carbure d'hafnium HfC présente ainsi le point de fusion le plus élevé connu.
Les nitrures tels que ceux de zirconium ZrN et d'hafnium HfN présentent également des liaisons covalentes fortes mais leur nature réfractaire les rend particulièrement difficiles à produire et à mettre en forme. Le procédé de fabrication permet d'ajuster la stœchiométrie en azote de ces matériaux et donc leurs propriétés ; il se forme par exemple une phase de nitrure de zirconium ZrNx isolante et transparente pour x > 1,2.
Les borures tels le diborure d'hafnium HfB2 et le diborure de zirconium ZrB2 présentent des liaisons covalentes très fortes entre leurs atomes de bore ainsi que des liaisons fortes entre les atomes de bore et de métal. La structure cristalline hexagonale compacte fait alterner des feuillets bidimensionnels de bore et de métal à l'origine de la résistance mécanique anisotrope des monocristaux. Les borures ont une conductivité thermique élevée, de l'ordre de 75 à 105 W/mK, un coefficient de dilatation thermique plutôt faible, de l'ordre de 5 à 7,8 × 10−6 × 10−6 K−1, et une meilleure résistance à l'oxydation que les autres classes de céramiques ultraréfractaires.
| Matériau        | Dilatation thermique (10–6/K) | Dilatation thermique (10–6/K) | Conductivité thermique (W/mK) | Conductivité thermique (W/mK) |
| --------------- | ----------------------------- | ----------------------------- | ----------------------------- | ----------------------------- |
| HfB2 / 20 % SiC |                               |                               | 62                            | 1 000 °C                      |
| ZrB2 / 20 % SiC | 5 – 7,8                       | 400 à 1 600 °C                | 78                            | 1 000 °C                      |
| HfN             | 6,5                           | 20 à 1 000 °C                 | 22                            | 800 °C                        |
| HfC             | 6,6                           | 20 à 1 500 °C                 | 30                            | 800 °C                        |
| HfB2            | 7,6                           | 20 à 2 205 °C                 | 70                            | 800 °C                        |
| TiB2            | 8,6                           | 20 à 2 205 °C                 |                               |                               |
| ZrB2            | 8,3                           | 20 à 2 205 °C                 |                               |                               |
| TaB2            | 8,4                           | 1 027 à 2 027 °C              | 36,2                          | 2 027 °C                      |
| ZrC             | 5,2                           | 1 027 à 2 027 °C              |                               |                               |
| TiC             | 7,7                           | 20 à 1 500 °C                 |                               |                               |
| TaC             | 6,3                           | 20 à 1 500 °C                 |                               |                               |
| SiC             | 1,1 – 5,5                     | 20 à 1 500 °C                 | 26,3                          | 1 500 °C                      |

### Propriétés thermodynamiques
Les céramiques à base de diborures présentent une conductivité thermique plus élevée que celles à base de carbures et de nitrures. La résistance du diborure d'hafnium HfB2 et du diborure de zirconium ZrB2 au choc thermique s'est avérée meilleure que celle du carbure de silicium SiC. Des cyclindres creux ne peuvent ainsi être craquelés par application d'un gradient thermique radial sans avoir été préalablement entaillés sur leur face intérieure. La stabilité mécanique et thermique des céramiques à base de ZrB2 ou de HfB2 provient de la distribution des niveaux liants et antiliants dans les structures hexagonales MB2 faisant alterner les feuillets hexagonaux d'atomes de bore et d'atomes de métal. Dans de telles structures, les états électroniques limites sont les orbitales liantes et les antiliantes résultant de liaisons entre les orbitales 2p du bore et les orbitales d de l'atome métallique. À partir du groupe 4, les électrons du cristal commencent à remplir les orbitales antiliantes, ce qui tend à réduire l'énergie de liaison entre atomes, et donc l'enthalpie de formation du matériau et son point de fusion au fur et à mesure qu'on se déplace vers la droite du bloc d du tableau périodique. L'enthalpie de formation de céramiques ultraréfractaires importantes est ainsi ordonnée de la façon suivante : HfB2 > TiB2 > ZrB2 > TaB2 > NbB2 > VB2.

### Propriétés mécaniques
Le tableau ci-dessous donne des propriétés mécaniques de quelques carbures et borures ultraréfractaires. La dureté et la résistance à la déformation au-dessus de 2 000 °C sont des paramètres déterminants de la qualité d'une céramique ultraréfractaire. Celles-ci présentent généralement une dureté supérieure à 20 GPa en raison de leurs liaisons covalentes fortes. Cependant, les différentes méthodes de production de ces céramiques peuvent conduire à des variations significatives de leur dureté. Elles présentent une résistance à la flexion supérieure à 200 MPa à 1 800 °C, les céramiques obtenues à partir de particules fines ayant une plus grande dureté que celles obtenues à partir de grains plus grossiers. Les diborures renforcés par du carbure de silicium SiC ont une plus grande ténacité que les diborures purs, jusqu'à 20 % meilleure, à 4,33 MPa m1/2. Cela provient de la plus grande compacité du matériau, ainsi que de la réduction de la taille des grains au cours de sa fabrication.
| Matériau              | Température | Module de Young | Résist. en flexion | Dureté      |
| Matériau              | (°C)        | (GPa)           | (MPa)              | (GPa)       |
| --------------------- | ----------- | --------------- | ------------------ | ----------- |
| HfB2                  | 23          | 530             | 480                | 21,2 – 28,4 |
| HfB2                  | 800         | 485             | 570                |             |
| HfB2                  | 1400        | 300             | 170                |             |
| HfB2                  | 1800        |                 | 280                |             |
| HfB2 avec 20 % de SiC | 23          | 540             | 420                |             |
| HfB2 avec 20 % de SiC | 800         | 530             | 380                |             |
| HfB2 avec 20 % de SiC | 1400        | 410             | 180                |             |
| HfB2 avec 20 % de SiC | 1800        |                 | 280                |             |
| ZrB2                  | 23          | 500             | 380                | 28,0        |
| ZrB2                  | 800         | 480             | 430                |             |
| ZrB2                  | 1400        | 360             | 150                |             |
| ZrB2                  | 1800        |                 | 200                |             |
| ZrB2 avec 20 % de SiC | 23          | 540             | 400                |             |
| ZrB2 avec 20 % de SiC | 800         | 500             | 450                |             |
| ZrB2 avec 20 % de SiC | 1400        | 430             | 340                |             |
| ZrB2 avec 20 % de SiC | 1800        |                 | 270                |             |
| TaB2                  | 23          | 257             |                    | 25,0        |
| NbB2                  | 23          | 539             |                    | 20,25       |
| TiB2                  | 23          | 551             | 370                | 33,0        |
| HfC                   | 23          | 352             |                    | 26,0        |
| ZrC                   | 23          | 348             |                    | 27,0        |
| TiC                   | 23          | 451             |                    | 30,0        |
| TaC                   | 23          | 285             |                    | 18,2        |
| SiC                   | 23          | 415             | 359                | 32          |
| SiC                   | 1000        | 392             | 397                | 8,9         |

### Propriétés chimiques
Les céramiques ultraréfractaires ont une stabilité thermique et mécanique élevée mais peuvent être sensibles à l'oxydation lorsqu'elles sont soumises à des températures élevées sous atmosphère oxydante. Les nitrures et les carbures s'oxydent en libérant respectivement du dioxyde d'azote NO2 et du dioxyde de carbone CO2 qui sont des gaz rapidement éliminés à la température élevée à laquelle ces céramiques sont généralement utilisées. Les borures s'oxydent en sesquioxyde de bore B2O3 qui se liquéfie dès 490 °C et s'évapore très rapidement au-dessus de 1 100 °C ; leur fragilité rend également leur mise en forme délicate.
Les recherches sur ces matériaux visent à améliorer leur ténacité et leur résistance à l'oxydation en étudiant les composites avec le carbure de silicium SiC, l'incorporation de fibres et l'édition d'hexaborures de terres rares tels que l'hexaborure de lanthane LaB6. On a ainsi montré que la résistance à l'oxydation du diborure d'hafnium HfB2 et du diborure de zirconium ZrB2 est grandement améliorée par l'inclusion de 30 % massique de SiC en raison de la formation d'une couche vitreuse superficielle de dioxyde de silicium SiO2 sous l'effet d'une température supérieure à 1 000 °C.
Pour déterminer l'effet du carbure de silicium sur l'oxydation des diborures, on a comparé l'épaisseur de l'oxydation en fonction de la température pour le HfB2 pur, le SiC et le HfB2 avec 20 % massique de SiC. Au-delà de 2 100 K, l'épaisseur de l'oxydation du HfB2 pur est inférieure à celle du SiC pur, tandis que le HfB2 / 20 % SiC présente la meilleure résistance à l'oxydation. Un chauffage extrême conduit à une meilleure résistance à l'oxydation ainsi qu'à de meilleures propriétés mécaniques telles qu'une plus grande résistance aux fractures.

## Synthèse de céramiques ultraréfractaires à base deHfB2, ZrB2et TiB2
La formule brute des céramiques ultraréfractaires est simple de sorte qu'elles peuvent être obtenues par une grande variété de procédés.

### Synthèse stœchiométrique par SHS
Le diborure de zirconium ZrB2 peut être obtenu en faisant réagir du bore et du zirconium en proportions stœchiométriques strictement contrôlées. La formation de ZrB2 à 2 000 K par une réaction stœchiométrique est thermodynamiquement favorable (ΔG = −279,6 kJ mol−1) de sorte que cette voie peut être utilisée pour produire du diborure de zirconium par synthèse auto-propagée à haute température (SHS). Ce procédé profite de la nature fortement exothermique de la réaction pour atteindre des températures élevées et favoriser la combustion. Le procédé SHS produit des céramiques de plus grande pureté, plus facilement frittable, en un laps de temps plus court. Le chauffage très rapide peut en revanche avoir pour conséquence une réaction incomplète entre le zirconium et le bore, la formation d'oxydes stables du zirconium et la formation d'une céramique poreuse. Il est également possible d'obtenir du ZrB2 en faisant réagir des poudres de zirconium et de bore issues de procédés de broyage donnant des particules n'excédant pas 100 nm en proportions stœchiométriques à une température de seulement 600 °C pendant 6 h, ce qui donne des particules de ZrB2 de taille comparable, donnant des particules de 0,6 et 1,0 µm après pressage à chaud à 1 450 et 1 650 °C respectivement. La difficulté de ce procédé est qu'il emploie une matière première généralement très chère, ce qui le rend économiquement non viable pour les applications industrielles de masse.

### Réduction borothermique
La réduction borothermique du dioxyde d'hafnium HfO2, du dioxyde de zirconium ZrO2 et du dioxyde de titane TiO2 par du bore élémentaire (corps simple pur) permet également d'obtenir respectivement du diborure d'hafnium HfB2, du diborure de zirconium ZrB2 et du diborure de titane TiB2. Un excès de bore est nécessaire afin de compenser la fraction de bore oxydée au cours du processus, ce qui rend ce procédé peu compététitif industriellement en raison du coût élevé du bore. Des températures supérieures à 1 600 °C permettent d'obtenir des diborures purs, mais un broyage suffisamment fin des oxydes et du bore permet d'abaisser cette température.

### Réduction métallothermique
La réduction du dioxyde de zirconium ZrO2 et du dioxyde d'hafnium HfO2 en diborure de zirconium ZrB2 et diborure d'hafnium HfB2 respectivement peut également être réalisée par réaction métallothermique à partir de matériaux bon marché, par exemple selon la réaction ci-dessous :
ZrO2 + B2O3 + 5 Mg ⟶ ZrB2 + 5 MgO.
Le magnésium est utilisé comme réactif afin de permettre la lixiviation acide des produits oxydés indésirables. Un excès stœchiométrique de magnésium et sesquioxyde de bore B2O3 est souvent nécessaire lors d'une réduction métallothermique afin de consommer tout le dioxyde de zirconium disponible. Ces réactions sont exothermiques et peuvent être utilisées pour produire les diborures par synthèse auto-propagée à haute température (SHS). La production de ZrB2 à partir de ZrO2 par SHS conduit souvent à la conversion incomplète des réactifs, d'où le procédé de « double SHS » (DSHS) utilisé par certaines équipes. Une seconde réaction de SHS avec le mélange ZrB2 / ZrO2 et du magnésium et de l'acide borique H3BO3 comme réactifs donne un meilleur taux de conversion en diborure ainsi que des particules de tailles comprises entre 25 et 40 nm à 800 °C. Après réduction métallothermique et réactions DSHS, l'oxyde de magnésium MgO peut être séparé du ZrB2 par lixiviation acide douce.

### Réduction au carbure de bore
La synthèse par réduction au carbure de bore B4C est l'une des méthodes les plus utilisées pour la production de céramiques ultraréfractaires. Le dioxyde d'hafnium HfO2, le dioxyde de zirconium ZrO2, le dioxyde de titane TiO2 et le carbure de bore sont en effet des produits meilleur marché que ceux requis par la synthèse stœchiométrique et par la réduction borothermique. On obtient par exemple du diborure de zirconium ZrB2 après traitement à plus de 1 600 °C pendant au moins une heure par la réaction suivante :
2 ZrO2 + B4C + 3 C ⟶ 2 ZrB2 + 4 CO.
Ce procédé requiert un léger excès de bore car une partie est oxydée lors de la réduction du carbure de bore. Il peut également se former du carbure de zirconium ZrC mais cette phase disparaît dans le cas d'un excès de 20 à 25 % de carbure de bore. Les températures modérés comme 1 600 °C permettent de produire des céramiques ayant des grains plus fins et permettant un meilleur frittage. Le carbure de bore doit préalablement avoir été broyé afin de favoriser la réaction et la diffusion dans le matériau.
La réduction au carbure de bore peut également être réalisée par projection plasma réactive pour obtenir un revêtement en céramique ultraréfractaire. Les particules de poudre ou de précurseur réagissent avec un plasma à haute température, ce qui accélère la réaction. C'est par exemple le cas à partir d'une poudre de ZrO2 mélangée à 15 % massique de B4C, fraction qui optimise la formation de ZrB2, tandis que l'agmentation du flux d'hydrogène conduit à un dépôt composite ZrO2 / ZrB2.

### Réduction par le borohydrure de sodium
Des nanocristaux de diborures de métaux de transition du groupe 4, comme le diborure de titane TiB2, le diborure de zirconium ZrB2, le diborure d'hafnium HfB2, et du groupe 5, comme le diborure de niobium NbB2 et le diborure de tantale TaB2, peuvent être obtenus à partir des oxydes correspondants — dioxyde de titane TiO2, le dioxyde de zirconium ZrO2, le dioxyde d'hafnium HfO2, le pentoxyde de niobium Nb2O5 et le pentoxyde de tantale Ta2O5 — par réaction avec le borohydrure de sodium NaBH4 à 700 °C pendant 30 minutes avec un rapport molaire M:B de 1:4 dans un flux d'argon, :
MO2 + 3 NaBH4 ⟶ MB2 + 2 Na(g,l) + NaBO2 + 6 H2 (g) (M = Ti, Zr, Hf) ;
M2O5 + 6,5 NaBH4 ⟶ 2 MB2 + 4 Na(g,l) + 2,5 NaBO2 + 13 H2 (g) (M = Nb, Ta).

### Préparation en solution
Les méthodes de production de céramiques ultraréfractaires en solution ont été relativement peu étudiées bien qu'elles permettent de produire des poudres ultrafines à température modérée. On a par exemple pu produire du diborure de zirconium ZrB2 à partir d'octohydrate de chlorure de zirconyle ZrOCl2·8H2O, d'acide borique H3BO3 et de phénoplaste à 1 500 °C. Les poudres produites présentent des cristallites de 200 nm contenant de l'ordre de 1 % massique d'oxygène.

### Préparation à partir de précurseurs polymériques du carbure de bore
Il est également possible de travailler à partir de précurseurs polymériques du carbure de bore B4C dans lequel de la poudre de dioxyde de zirconium ZrO2 ou de dioxyde d'hafnium HfO2 peut être dispersée. Le chauffage du mélange à 1 500 °C conduit à la formation de carbure de bore et de carbone, qui précède de peu la réduction des oxydes en borures, en l'occurrence ici en diborure de zirconium ZrB2 ou en diborure d'hafnium HfB2 respectivement. Le polymère utilisé doit être stable, pouvoir être mis en forme et contenir du bore et du carbone afin de pouvoir contribuer à la réaction. Les polymères issus de la condensation de dinitriles avec du décaborane B10H14 satisfont à ces critères.

### Dépôt chimique en phase vapeur
Les techniques de dépôt chimique en phase vapeur (CVD) permettent de déposer des revêtements de diborure de zirconium ZrB2 ou de diborure de titane TiB2 à l'aide de précurseurs halogénés tels que le tétrachlorure de zirconium ZrCl4, le tétrachlorure de titane TiCl4 et le trichlorure de bore BCl3 en phase gazeuse dans l'hydrogène H2 comme réducteur. Cette voie de synthèse peut être utilisée à basse température pour produire des revêtements en couche mince, par exemple de 700 à 900 °C pour déposer ne couche de ZrB2 sur du cuivre. Le dépôt chimique en phase vapeur assisté par plasma (PECVD) fonctionne également, par radio-fréquence ou par décharge électrique entre deux électrodes. Le dépôt de forme à une température plus basse que dans le cas d'un dépôt chimique en phase vapeur classique car seul le plasma doit être chauffé pour permettre la réaction, par exemple pour réaliser un dépôt de ZrB2 à moins de 600 °C sur du Zircaloy-4. Le borohydrure de zirconium(IV) Zr(BH4)4 peut également être utilisé comme précurseur en dépôt chimique en phase vapeur assisté par plasma ; la thermolyse du Zr(BH4)4 peut survenir dans un intervalle de températures de 150 à 400 °C afin de produire des couches minces amorphes conductrices.

## Frittage et addition de carbure de silicium
Les céramiques ultraréfractaires à base de diborures requièrent généralement des traitements à haute pression et à haute température afin d'obtenir des matériaux denses et durables. Cependant, le point de fusion élevé et les liaisons covalentes fortes qui caractérisent ces matériaux compliquent leur mise en forme compacte. Celle-ci requiert d'opérer au-delà de 1 800 °C, seuil à partir duquel les mécanismes de diffusion à travers les joints de grains commencent à se mettre en œuvre. Malheureusement, le frittage de ces céramiques à de telles températures dégrade leurs performances mécaniques en augmentant la taille des grains et en réduisant la ténacité et la dureté des matériaux obtenus. Pour procéder à température plus basse, il est possible d'augmenter la concentration en défauts cristallins, d'éliminer la couche d'oxyde superficielle, ou d'ajouter du carbure de silicium SiC pour former un liquide à la température de frittage. Le SiC peut réagir avec la couche d'oxyde superficielle afin d'activer les surfaces de diborure : on a montré que l'ajout de 5 à 30 % volumique de SiC améliore la consolidation ainsi que la résistance à l'oxydation des céramiques ultraréfractaires. Le SiC peut être introduit sous forme de poudre ou de polymère. L'addition de SiC sous forme d'un polymère comme le polyméthylcarbosilane ou le poly(norbornényldécaborane) pour former des composites de type ZrB2/ZrC/SiC et HfB2/HfC/SiC présente plusieurs avantages car sous cette forme le SiC se dépose davantage le long des joints de grains, ce qui améliore la ténacité d'environ 24 %. Cette technique permet également de réduire la quantité totale de SiC, ce qui limite la diffusion de l'oxygène dans le matériau, et donc son oxydation, en revanche l'inconvénient de ces additifs est qu'ils abaissent la température maximale à laquelle la céramique peut être utilisée car ils tendent à former des eutectiques. Ainsi, la température maximum d'utilisation du diborure de zirconium ZrB2 passe-t-elle de 3 245 à 2 270 °C avec l'addition de SiC.

### Pressage à chaud
Le pressage à chaud est une méthode couramment utilisée pour consolider les céramiques ultraréfractaires dont la compaction requiert à la fois une température élevée et une pression élevée. On chauffe les poudres à compacter par l'extérieur et on applique une pression par une presse hydraulique. La consolidation est améliorée si les poudres de diborures sont préalablement broyées pour obtenir des grains de moins de 2 µm. Le broyage favorise également une meilleure dispersion de l'additif de SiC. La température de pressage, la pression appliquée, la courbe de chauffage, les réactions avec l'atmosphère et la durée du traitement sont autant de paramètres qui influencent la densité et la microstructure des céramiques obtenues par cette méthode. Il est nécessaire d'atteindre des températures de 1 800 à 2 000 °C et des pressions d'au moins 30 MPa pour assurer un frittage à plus de 99 % par pressage à chaud. Les céramiques avec 20 % volumique de SiC et durcies avec 5 % de noir de carbone présentent un taux de frittage amélioré au-dessus de 1 500 °C mais doivent néanmoins être traitées au-dessus de 1 900 °C et 30 MPa pour approcher suffisamment leur densité théorique. D'autres additifs tels que l'alumine Al2O3 et l'oxyde d'yttrium(III) Y2O3 ont également été utilisés pour le pressage à chaud de composites ZrB2/SiC à 1 800 °C. Ces additifs réagissent avec les impuretés pour former une phase liquide transitoire et favoriser le frittage du diborure. L'addition d'oxydes de terres rares comme Y2O3, Yb2O3, La2O3 et Nd2O3 permet de réduire la température de frittage et peut réagir avec les oxydes superficiels pour favoriser le processus. Le pressage à chaud donne des céramiques d'excellente qualité mais est un procédé cher qui requiert des températures et des pressions élevées pour produire des matériaux intéressants.

### Frittage dans un moule
Le frittage à pression ambiante consiste à chauffer une poudre de céramique dans un moule en vue d'en faire un matériau solide de forme donnée par diffusion de la matière entre les grains sous l'effet de la chaleur dans une atmosphère contrôlée. Les grains ont tendance à croître exagérément pendant le frittage en raison des fortes liaisons covalentes des diborures de titane, de zirconium et d'hafnium, ce qui empêche le bon compactage du matériau. Un compactage complet du ZrB2 est très difficile à obtenir, un chauffage à 2 150 °C pendant 9 h ne permettant d'atteindre que 98 %. Les essais pour maîtriser la taille des grains et améliorer la compaction du matériau ont conduit à ajouter une troisième phase à ces céramiques, par exemple du bore ou de l'iridium. On a montré que l'addition d'iridium permet d'améliorer de 25 % la ténacité du HfB2 avec 20 % volumique de SiC, et que l'addition de nickel permet d'améliorer la dureté et d'atteindre une densité de 88 % de la valeur théorique à 1 600 °C avec 40 % massique de nickel, avec formation d'une phase Ni3Zr pendant le frittage.

### Frittage flash
Le frittage flash requiert des températures un peu inférieures et des temps de traitement sensiblement réduits par rapport au pressage à chaud. Il fait intervenir un courant continu ou alternatif, pulsé ou non, qui traverse des tiges en graphite ainsi que la pièce de céramique à traiter, par ailleurs soumise à une pression uniaxiale. La croissance des grains est limitée par la brièveté du chauffage au-delà de l'intervalle de 1 500 à 1 900 °C. Cette technique permet d'obtenir des densités plus élevées, des joints de grains plus propres et des surfaces ayant moins d'impuretés. Un courant pulsé permet également de générer une décharge électrique qui nettoie les oxydes à la surface des grains de poudre. Cela favorise la diffusion du matériau à travers les joints de grains, d'où une densité finale plus élevée. Cette méthode permet d'obtenir en 5 minutes à 2 000 °C un composite ZrB2 avec 20 % massique de SiC atteignant 99 % de sa densité théorique. On a également pu obtenir des composites ZrB2/SiC à 1 400 °C en 9 minutes.

## Applications

### Avions hypersoniques et missiles balistiques
Les céramiques ultraréfactaires, notamment celles à base de diborure d'hafnium HfB2 et de diborure de zirconium ZrB2, sont étudiées pour développer les matériaux nécessaires à la protection des bords d'attaque des aéronefs et des armes en vol hypersonique (en) ainsi que des véhicules spatiaux et des missiles balistiques lors de leur rentrée atmosphérique. Les surfaces en question peuvent être soumises à des températures dépassant 2 500 °C ainsi qu'à des conditions fortement oxydantes dans un plasma à très haut débit. Les difficultés de conception des matériaux et des surfaces nécessaires tendent à limiter les réalisations de modules de rentrée atmosphérique ainsi que des engins hypersoniques tels que les superstatoréacteurs, le lanceur orbital monoétage Skylon ou encore les véhicules du programme Falcon (en) de la DARPA.
Des bords d'attaque effilés réduisent considérablement la traînée et améliorent significativement la finesse des engins mais requièrent des matériaux capables de supporter des contraintes mécaniques et des températures très élevées comme celles observées lors d'un vol hypersonique ou d'une rentrée atmosphérique, car la température atteinte par un bord d'attaque est inversement proportionnelle à son rayon de courbure.

### Conditionnement de combustibles nucléaires
Le diborure de zirconium ZrB2 est utilisé pour le conditionnement de combustibles nucléaires pour réacteurs à eau bouillante en raison de sa nature réfractaire, de sa résistance à la corrosion, de sa section efficace élevée de 759 barns et de son contenu en bore. Le bore agit comme absorbant de neutrons « combustible » dans la mesure où ses isotopes bore 10 et bore 11 se transmutent en produits de réaction nucléaire stables après absorption de neutrons, limitant la propagation de la radioactivité par exposition d'autres composants aux neutrons thermiques. Cependant, le diborure de zirconium doit être enrichi en 11B, qui donne du carbone 12 par absorption d'un neutron, car le 10B donne, par absorption d'un neutron, du lithium 7 et de l'hélium 4, ce dernier s'accumulant entre le revêtement et le combustible de dioxyde d'uranium UO2. De tels matériaux sont par exemple utilisés pour revêtir des pastilles de combustible à dioxyde d'uranium dans les réacteurs AP1000. L'absorption des neutrons thermiques par le bore du revêtement a pour effet délétère d'augmenter la proportion de neutrons rapides dans le combustible, ce qui laisse davantage de plutonium 239 radioactif à la fin du cycle de vie du combustible et rend la réaction nucléaire comparativement plus intense à l'intérieur du matériau qu'en surface.

### Barres de contrôle pour réacteurs nucléaires
Les diborures ultraréfractaires sont utilisés comme barres de contrôle et sont étudiés pour les applications nucléaires spatiales en raison à la fois de leur résistance à la chaleur, leur conductivité thermique élevée et leur section efficace d'absorption des neutrons. Le carbure de bore B4C est le matériau le plus utilisé pour les surgénérateurs en raison de son faible coût, de sa dureté proche de celle du diamant et de sa section efficace, mais il est complètement désintégré après un taux de combustion d'à peine 5 % et tend à réagir avec la plupart des métaux réfractaires. Le diborure d'hafnium HfB2 est lui aussi sensible aux dégradations par transmutation du bore sous l'effet des radiations, mais son point de fusion élevé (de 3 250 à 3 380 °C selon les auteurs), sa section efficace de capture des neutrons thermiques de 113 barns et sa faible réactivité avec les métaux réfractaires tels que le tungstène en font un matériau intéressant pour réaliser des barres de contrôle avec un métal réfractaire.

### Cathodes pour électrolyse de l'alumine
Le diborure de titane TiB2 est couramment utilisé pour la manipulation de l'aluminium fondu en raison de sa conductivité électrique, de ses propriétés réfractaires et de son mouillage élevé avec l'aluminium fondu, offrant une meilleure connexion électrique sans contaminer l'aluminium avec des impuretés de bore ou de titane. Il a été utilisé comme cathode drainée dans l'électroréduction d'Al(III) fondu. Dans les procédés à cathode drainée, l'aluminium peut être produit avec un écart d'électrodes de seulement 25 cm et une réduction correspondante de la tension requise. Mais une moindre tension induit également moins de chaleur produite et accroît donc la nécessité d'une bonne isolation thermique sur le dessus du réacteur. Il est par ailleurs nécessaire d'assurer une bonne connexion entre les tuiles de TiB2 et le substrat en graphite de la cathode. Ces réalisations ont un coût de revient élevé en raison du prix du TiB2 et des difficultés de conception de l'ensemble. Il est important que chaque composant des matériaux composites se dégrade à la même vitesse afin d'éviter de perdre du produit sur des surfaces dont la mouillabilité et la conductivité thermique seraient inégalement altérées.

### CompositesZrB2/ SiC
Les composites ZrB2 / 60 % SiC sont étudiées comme éléments chauffants en céramique conductrice ayant une résistance à l'oxydation et un point de fusion élevés. La résistance électrique du ZrB2 croît avec la température, ce qui empêche les décharges électriques incontrôlées aux conditions limites d'utilisation du matériau. Par ailleurs, on a pu montrer que l'incorporation de 40 % de ZrB2 dans une matrice de SiC améliore significativement la résistance à la flexion de ces composites.